# Wilhelm Schmidt (Ingenieur)

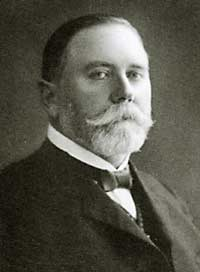
Wilhelm Schmidt (1858–1924)

Wilhelm Schmidt (* 18. Februar 1858 in Wegeleben; † 16. Februar 1924 in Gadderbaum-Bethel, heute Bielefeld) war ein deutscher Ingenieur und Erfinder. Er brachte die Entwicklung der Heißdampf-Technik für die Dampfmaschine zum Durchbruch.

## Kindheit und Jugendzeit
Wilhelm Schmidt war das einzige Kind des Wegelebener Botengängers und Kleinlandwirts Wilhelm Christoph Schmidt und dessen aus dem Harzvorland stammender Ehefrau Johanna Friederike geb. Meyer. Seine Mutter war seit ihrer Schwangerschaft lebenslang leidend. In der Schule hatte Wilhelm Schmidt Schwierigkeiten mit dem Lesen, Schreiben und Rechnen, wie auch schon seine Mutter. So konnte er zeitlebens das Alphabet nicht ohne Stocken aufsagen; Verse und Sprüche konnte er sich nicht merken. Daher benötigte er vier statt, wie üblich, drei Jahre für die unterste Klasse der Volksschule. Allerdings besaß er eine gute Auffassungsgabe für visuelle Eindrücke wie z. B. Landkarten oder Zeichnungen, was ihn zu guten Leistungen im Fach Geographie befähigte. Etwa ab seinem 13. Lebensjahr entdeckte er eine Leidenschaft für das Zeichnen und Malen. Ebenfalls bereits in seiner Jugendzeit entwickelte er eine große Begeisterung für Technik. Sein ausgeprägtes handwerkliches Geschick zeigte sich zum Beispiel darin, dass er noch während seiner Schulzeit ganz allein ein kunstgerechtes Schloss verfertigte.
Entgegen dem Wunsch seines Vaters, der gern seinen kleinen Landwirtschaftsbetrieb an seinen Sohn vererbt hätte, entschloss sich Wilhelm Schmidt zu einer Schlosserlehre, die er von 1872 bis 1875 in Wegeleben und Halberstadt absolvierte. Es folgten bis 1878 Wanderjahre, die er in Armut verbrachte, um nicht seinen Eltern auf der Tasche zu liegen. Allerdings musste er die Wanderschaft wegen eines körperlichen Zusammenbruchs vorzeitig abbrechen. Nach seiner Genesung ließ sich Schmidt zunächst als Schlosser in Dresden anstellen. In dieser Zeit traf er quasi zufällig mit dem Direktor der Dresdner Kunstakademie, Adolf Ehrhardt, zusammen, dem er erfolgreich ein Schloss reparieren konnte. Der von Schmidt beeindruckte Ehrhardt brachte ihn mit dem Direktor der Technischen Hochschule Dresden, Gustav Zeuner, in Verbindung; Letzterer wiederum empfahl ihn weiter an den Vorsteher des Instituts für Entwerfen von Maschinen, Leonidas Lewicki, der für Schmidt zeitlebens ein väterlicher Freund wurde und ihn später bei den Patenteinreichungen tatkräftig unterstützte. Es folgte der zweijährige Militärdienst in Dresden, wobei man ihm in der zweiten Hälfte nebenher Zugang zur Hochschulbibliothek gewährte. Auch durfte er zugleich, seiner Neigung entsprechend, erste Experimente mit Heißdampf durchführen, um den Wirkungsgrad einer Dampfmaschine zu erhöhen. Die Ergebnisse beeindruckten sowohl die Militärs als auch Hochschulprofessoren. U. a. erfand er in dieser Zeit eine rotierende Dampfmaschine ohne hin- und hergehendes Gestänge. 1881 trat Schmidt als Volontär in die Sächsische Maschinenfabrik vorm. Richard Hartmann in Chemnitz ein; es handelte sich hierbei um das damals größte sächsische Unternehmen. Bereits im folgenden Jahr jedoch wechselte er zur Maschinenfabrik Ehrhardt in Wolfenbüttel, die von dem Sohn seines Dresdner Gönners, Adolf Ehrhardt, geleitet wurde. Dessen Angebot, auf Firmenkosten und trotz fehlender höherer Schulausbildung ein Studium an der Dresdner Technischen Hochschule anzutreten, lehnte Schmidt jedoch ab, weil er merkte, dass ihm die Erfassung von Wissensstoff auf akademische Weise weiterhin nicht zugänglich war.

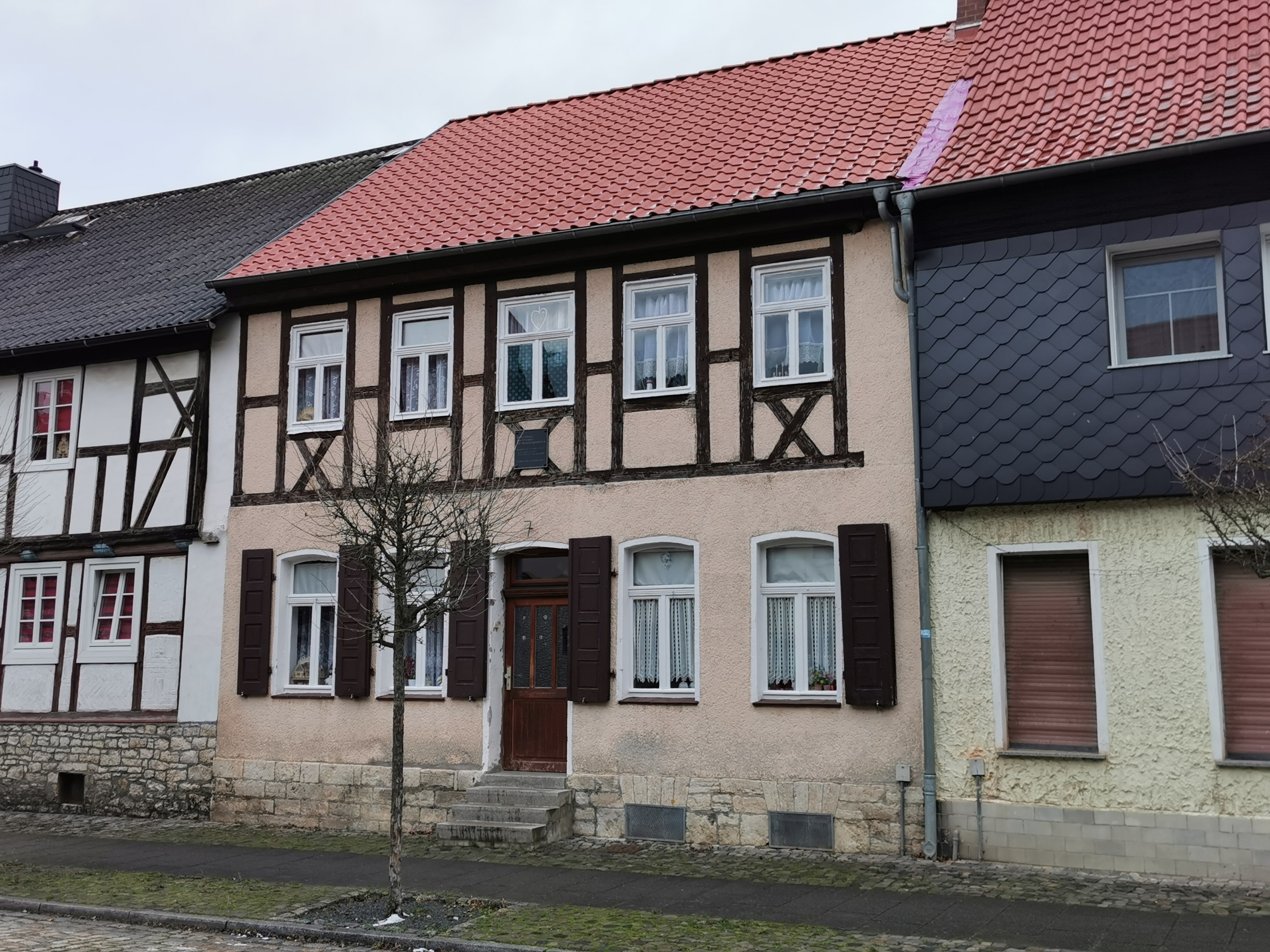
Wilhelm Schmidts Geburtshaus in Wegeleben

## Schmidt als Erfinder
Nachdem sich bereits zuvor sein größeres erfinderisches Talent gezeigt hatte, machte sich Schmidt 1883 mit Hilfe eines Gönners selbständig, um es als „Civilingenieur“ noch besser zur Entfaltung bringen zu können. Wegen fehlender Geldmittel verkaufte er sein erstes großes Patent an die Hamburger Firma Blohm & Voss, womit er zugleich in Ernst Voss einen Freund und Förderer gewann. Nach Zwischenstationen in Braunschweig und Halberstadt ließ er sich 1883 in Kassel nieder, wo er bis 1893 die Heißdampftechnik zur Praxisreife entwickelte. Nachdem er die Gesetzmäßigkeiten der Kondensation bei der Entspannung des Heißdampfs erkannt hatte, wurde die konstruktive Umsetzung seiner Erkenntnisse zum vorläufigen Schwerpunkt seiner Ingenieurstätigkeit. Wichtige Versuche hierzu führte er auf eigene Kosten auch bei der Firma G. A. Schütz in Wurzen (Sachsen) durch. Auf diese Weise ließ sich der thermische Wirkungsgrad einer Dampfmaschine um bis zu 50 % gegenüber dem vormaligen Stand der Technik steigern, außerdem konnten die Dampfkessel deutlich kleiner dimensioniert werden. Schmidt war nicht der erste, der mit überhitztem Dampf arbeitete, seine Vorgänger verwendeten allerdings Dampftemperaturen von maximal 250 °C; erst Schmidt wagte den Sprung auf 350 °C. Das machte ihn bald weltweit bekannt und brachte ihm den Beinamen Heißdampf-Schmidt ein. Der Münchner Ingenieur Carl von Linde forderte ihn nunmehr auf, seine Erfindung auch für bewegliche Dampfmaschinen, also Dampflokomotiven, nutzbar zu machen. Hierauf verwendete Schmidt in den folgenden zehn Jahren den Hauptteil seiner Bemühungen. Ein Glücksfall für Schmidt war es, dass er zu Beginn der 1890er Jahre den Kasseler Industriellen Gustav Henkel (1856–1941) kennenlernte, der ihm ein enger Freund wurde und ihm die Werkstätten seiner Firma Maschinenbau AG Beck & Henkel bereitwillig für Versuche zur Verfügung stellte. Zu den Detailergebnissen dieser Arbeit zählten unter anderem der Schmidt-Überhitzer (um 1890) oder der Kolbenschieber, den er zusammen mit seinem Freund Robert Garbe von der Preußischen Staatseisenbahn entwickelte. Durch diese und zahlreiche andere Innovationen brachte er die Technik der Heißdampfmaschine zur Perfektion.
Die neue Technik wurde umgehend praktisch umgesetzt und gewann schnell an Boden: Seit 1894 lief in Schweden die erste nach Schmidtschen Patenten gebaute Heißdampflokomotive, 1898 wurden bei Vulcan in Stettin und Henschel in Kassel die beiden ersten Heißdampflokomotiven mit dem Schmidt-Überhitzer gebaut. Zwei Jahre später erhielt eine bei Borsig in Berlin gebaute Heißdampflokomotive bei der Pariser Weltausstellung eine Goldmedaille. Noch vor dem Ersten Weltkrieg war die Schmidtsche Heißdampftechnik zum weltweiten Standard überall dort geworden, wo Dampfmaschinen als Antriebe Verwendung fanden, also z. B. beim Lokomotivenbau ebenso wie beim Bau von Dampfschiffen.
Seit 1895 hatte sich Schmidt auch damit beschäftigt, dem Heißdampf in Verbindung mit sehr hohen Drücken (über 60 bar) zu einem noch besseren Wirkungsgrad zu verhelfen; üblich waren bis dahin lediglich rund 20 bar. Dieses Anliegen, die Hochdruckdampftechnik, wurde das zweite Hauptstandbein seiner Ingenieurstätigkeit. Als Ergebnis entstand um 1910 die erste stationäre Hochdruck-Kolbendampfanlage und 1928 die erste Hochdruckdampflok der Welt (DR H17 206).
1911 trug Schmidt zur Verbesserung des Dieselmotors bei. Während des Ersten Weltkriegs arbeitete Schmidt für das Reichsmarineamt an der Optimierung von Schiffsantrieben.
Insgesamt erwarb Schmidt etwa 200 Deutsche Reichspatente und 1200 ausländische Patente. Bis heute finden Schmidts Erfindungen u. a. in Kohlekraftwerken, der Metallurgie und in der Kunststoffindustrie breite Anwendung.
Schmidts letzte erfinderische Idee war, das Wärmegefälle des Wassers zwischen Polarmeer und tropischen Meeren mit Hilfe von Ammoniak zur Energiegewinnung zu nutzen, eine wohl unrealisierbare Vorstellung.

## Schmidt als Gründer

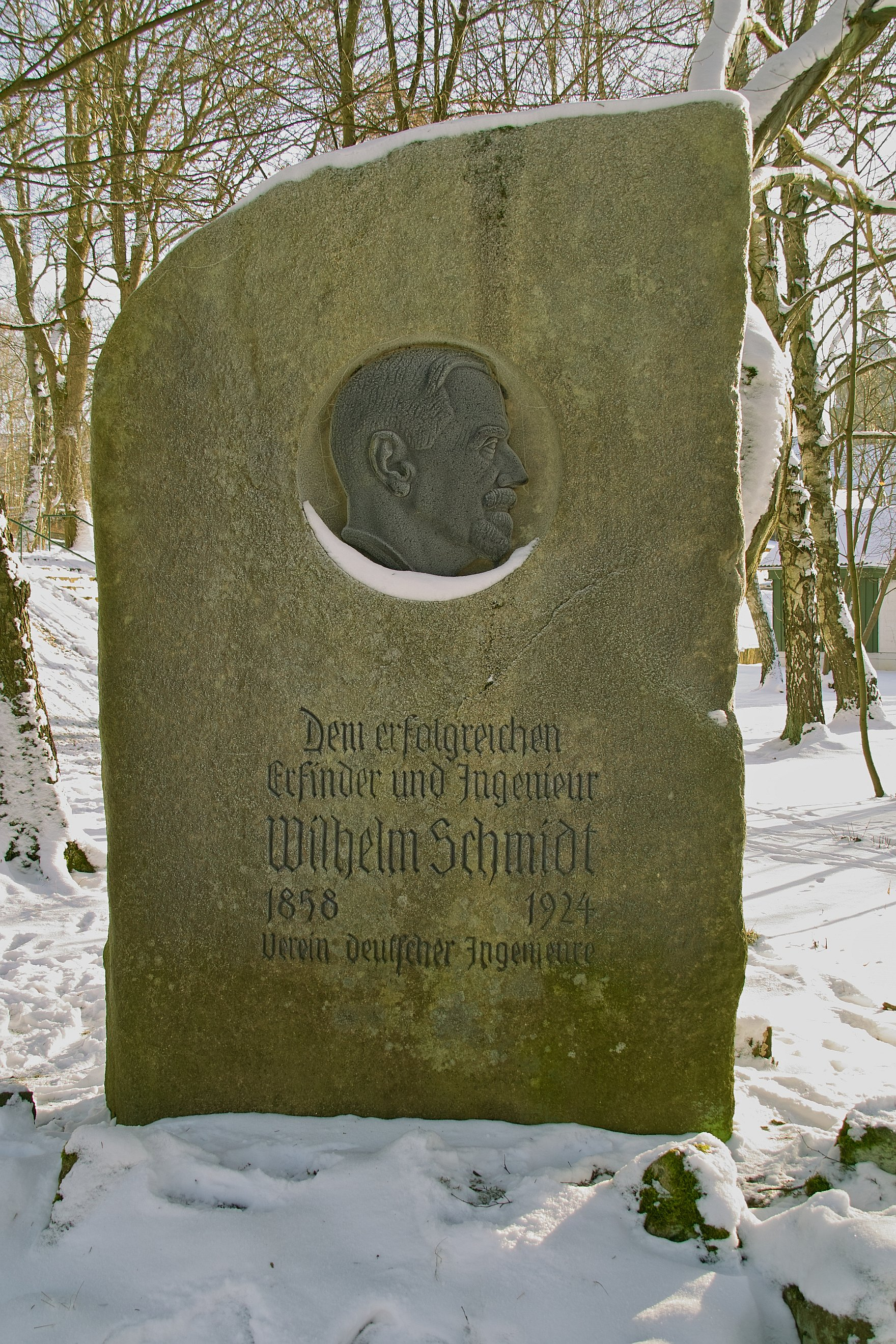
Denkmal in Benneckenstein

1895 kaufte sich Schmidt als Hauptteilhaber in die kleine Maschinenfabrik Schröder in Aschersleben ein, die schon seit 1886 seine Motoren baute. Sie wurde umfirmiert zur W. Schmidt & Co. Maschinenfabrik, Eißengießerei und Dampfkesselfabrik und erlebte anschließend eine Blütezeit. 1898 wurde sie in eine Aktiengesellschaft unter dem Namen Ascherslebener Maschinenbau AG, vormals W. Schmidt & Co. umgewandelt, in deren Aufsichtsrat er mitwirkte, bevor er, enttäuscht über die neue Firmenstrategie, 1899 ausschied. Ab 1910 arbeitete er jedoch erneut mit dem Unternehmen zusammen. U. a. ließ er hier eine Dampfmaschine mit einer Leistung von 1500 PS bauen, die bis 1990 (von einer einmal jährlichen Großwartung abgesehen) ununterbrochen die Walzgerüste des Blockwalzwerks in Thale antrieb und heute funktionsfähiges Herzstück des dortigen Hüttenmuseums ist.
1899 gründete Schmidt mehrere Gesellschaften in England mit ihm als Hauptteilhaber; 1904 führte er diese Unternehmen unter einem gemeinsamen Dach zusammen.
Am 16. Juli 1910 gründete Wilhelm Schmidt unter Beteiligung seines Freundes Gustav Henkel die Schmidt’sche Heißdampf-Gesellschaft m.b.H. in Kassel-Wilhelmshöhe, in die er auch das englische Unternehmen integrierte. Es folgten Gründungen in den USA (Locomotive Superheater Company), Frankreich (Compagnie des Surchauffeurs) und England (Schmidt'sche Superheating Company 1910); diese ausländischen Unternehmen wurden später, im Zusammenhang mit dem Ersten Weltkrieg, alle von den Siegermächten enteignet.
Nach mehreren Eigentümerwechseln und Fusionen firmiert die ehemalige Schmidt’sche Heißdampf-Gesellschaft seit 2014 unter dem Namen Schmidtsche Schack - Arvos und ist weiterhin in Kassel-Bettenhausen ansässig mit Firmenzentrale, Konstruktionsbüros und eigener Fertigung. Dort werden Apparate zur Prozesswärmeübertragung für die petrochemische, chemische und metallurgische Industrie entwickelt und gebaut, z. B. Spaltgaskühler für die Äthylenherstellung, Prozessgaskühler für die Herstellung von Methanol, Ammoniak und Wasserstoff und eine Vielzahl von Apparaten für spezielle Anwendungen. Das Unternehmen ist nach wie vor im Sinne seines Gründers innovationsorientiert und auf seinem Gebiet weltweit marktführend.
Schmidt hat die Leistungen und die Treue seiner Mitarbeiter immer sehr geschätzt, auf deren Fachkenntnisse er angewiesen war, und beteiligte sie auch an den Gewinnen. Unter anderem seine Heimatstadt Wegeleben, seinen langjährigen Wohnort Benneckenstein und später die Bodelschwinghschen Anstalten Bethel bedachte er mit großzügigen Spenden zugunsten christlicher und humanitärer Zwecke.

## Persönliches
Bereits als Jugendlicher hatte Wilhelm Schmidt ein ausgeprägtes Gerechtigkeitsgefühl. So schmiedete er Pläne, den Indianern in Amerika im Kampf gegen ihre weißen Unterdrücker zu helfen, und baute für diesen Zweck sogar heimlich Gewehre und übte sich im Schießen. Erst der Einspruch seiner Mutter konnte ihn von seinem Vorhaben abbringen.
Während seiner Wanderjahre begann sich Schmidt für Kant, Goethe und vor allem Schiller zu interessieren, dessen Gedichte er zum Teil auswendig lernte. Nachdem er jedoch von einem anderen Handwerksburschen ein Neues Testament erworben hatte, vertiefte er sich so sehr in dessen Lektüre, dass er daraufhin – ohne Einwirkung anderer Menschen – nach eigenem Bekunden den eigentlichen Wendepunkt seines Lebens erlebte. Ab diesem Zeitpunkt richtete Schmidt sein Leben mit großer Konsequenz auf die Nachfolge Jesu aus. Er selbst sagte dazu: „Ich kam zum Glauben.“ Die Losungen der Herrnhuter Brüdergemeine wurden fortan seine intensive tägliche Lektüre.

Wilhelm Schmidt im Kreise seiner Familie, ca. 1910

Bedingt durch seine berufliche Tätigkeit ergaben sich für Schmidt zahlreiche Wohnortwechsel: Von 1883 bis 1887 wohnte er in Braunschweig; in diese Zeit fällt auch die Gründung seiner Familie: Am 3. November 1885 heiratete er die aus ärmlichen Verhältnissen stammende Martha Wehse (1863–1948), die zu diesem Zeitpunkt Gemeindeschwester an seinem Heimatort Wegeleben war. Das Paar bekam vier Kinder: Wilhelm (* 1886), Martin (* 1892), Paul (* 1896) und Hanna (* 1899).
Zeitweilig musste Schmidt in äußerster wirtschaftlicher Not leben, zumal er auch jahrelang seine Eltern bzw. seine Mutter mit zu versorgen hatte. Solche Lebensphasen verstand er als besondere Bewährungsproben seines Glaubens. Mit Bezug auf Phil. 4, 6-7 äußerte er in einem solchen Zusammenhang: „Ich habe nur die eine Sorge, mich nicht zu sorgen. Entweder ich sorge mich, und dann glaube ich nicht, oder ich glaube, und dann sorge ich mich nicht.“

Auszug aus Wilhelm Schmidts Losungsbuch vom 12. November 1909. Der handschriftliche Text auf der rechten Seite endet mit: „Verbr. D[am]pfz[yl]inder mit Karnot ist die Krone der Verbr. D[am]pfmaschine. Lobe den Herrn meine Seele, denn Du hast es mir in schweren Nöten geschenkt.“

Nach eigenem Bekunden erlebte er wiederholt, wie eine innere Stimme oder auch eine Vision ihm die Lösung eines Problems eingab, und zwar sowohl im täglichen Leben als auch bei seiner Ingenieurstätigkeit. Seine intuitiven Erfindungen verstand er folgerichtig als Gebetserhörungen. Allerdings ging ihm diese schöpferische Kraft zeitweilig verloren, als sich sein persönliches Verhältnis zu Gott vorübergehend abkühlte, und Schmidt verstand diesen Zusammenhang als ursächlich, was ihm Not bereitete. In seinem Tagebuch findet sich mehrfach der Eintrag: „Gedenke, wovon du gefallen bist, und tue Buße und tue die ersten Werke!“ (Offenbarung 2,5 ). Ferner notierte er: „Die kleinste Unlauterkeit trieb mich gleich zur Reue und Buße.[...] Buße ist die ständige Übung in der Wahrhaftigkeit.“
Im Jahre 1887 zog die Familie nach Halberstadt und 1891 nach Kassel-Wilhelmshöhe. 1895 erfolgte ein weiterer Umzug nach Ballenstedt, ehe Schmidt 1897 wiederum nach Kassel-Wilhelmshöhe zurückkehrte. 1908 verlagerte der inzwischen als Unternehmer wohlhabend gewordene Schmidt seinen Wohnsitz nach Benneckenstein (Harz), während die Firmenzentrale in Kassel verblieb. Sein geräumiges Wohnhaus richtete er so ein, dass nicht nur Gäste, sondern auch Notleidende und Arme dort Aufnahme finden konnten. In der Folgezeit wurde sein Domizil zu einem häufigen Treffpunkt bedeutender Persönlichkeiten, die dann an einem Tisch mit Schmidts Familie, seinen Mitarbeitern und erholungsbedürftigen Armen zusammensaßen. Bei diesen Gelegenheiten wurde Schmidt auch für manche seiner prominenten Gäste zum Seelsorger; der ehemalige Admiral Reinhard Scheer schrieb am 27. Februar 1919 in Schmidts Gästebuch: „Daß Wahrheit Kraft ist, habe ich in diesem Hause empfunden.“
Seine eigenen Erfindungen sah Schmidt angesichts der „drohenden Verlorenheit der Welt“ als eher geringwertig an. So äußerte er einmal: „Alle meine Erfindungen habe ich im Nebenamt gemacht.“ Den Ersten Weltkrieg verstand er – ganz im Gegensatz zu der anfangs weithin verbreiteten Begeisterung – von vornherein als ein Gericht Gottes infolge von zunehmender Gottferne und Materialismus und erwartete noch weit Schlimmeres; in sein Tagebuch notierte er am 6. August 1914: „Was wird Gott sagen zu dem sittlichen Bankrott von Europa? Die christlichen Völker sind reif zum Zertreten.“ Als der Krieg dann furchtbare Wirklichkeit geworden war, sagte er voraus: „Wird der göttliche Weck- und Bußruf dieses Weltkrieges nicht gehört, so sind die grauenhaften Dimensionen des Krieges zugleich die göttliche Weissagung auf die entsetzliche Größe des nun erst zu erwartenden Gerichts über die christliche Welt“. Diese und vergleichbare Aussagen bewirkten, dass Schmidt später aus der Rückschau von Christen als Prophet wahrgenommen wurde.
Nach dem Krieg betätigte sich Schmidt nicht mehr als Ingenieur, sondern fühlte sich noch mehr als zuvor zum Werben um eine christlich-sittliche Erneuerung berufen und verfasste deshalb „Mahnrufe an das Volk“. In diesem Zusammenhang lernte er auch Friedrich von Bodelschwingh kennen, den Gründer der nach ihm benannten Anstalten in Bethel, von wo Schmidt seine Schriften verbreiten ließ. Als Schmidts Gesundheit nach mehreren Schlaganfällen – den ersten hatte er bereits 1915 erlitten – immer schwächer wurde, ging er schließlich auf Einladung Bodelschwinghs nach Bethel, wo seine Frau ihn aufopferungsvoll bis zu seinem Ende pflegte. Nach seinem Ableben am 16. Februar 1924 wurde er in Kassel-Wahlershausen, wo schon seine Mutter seit 1910 begraben lag, von dem zu seinem Freund gewordenen Gustav von Bodelschwingh (Sohn von Friedrich von Bodelschwingh) beerdigt.
Seinen Grabspruch hat sich Schmidt selbst ausgesucht: „Der Eifer um dein Haus hat mich gefressen, und die Schmähungen derer, die dich schmähen, sind auf mich gefallen.“ (Psalm 69,10)

## Aussprüche Schmidts
- über seine Erfindungen:

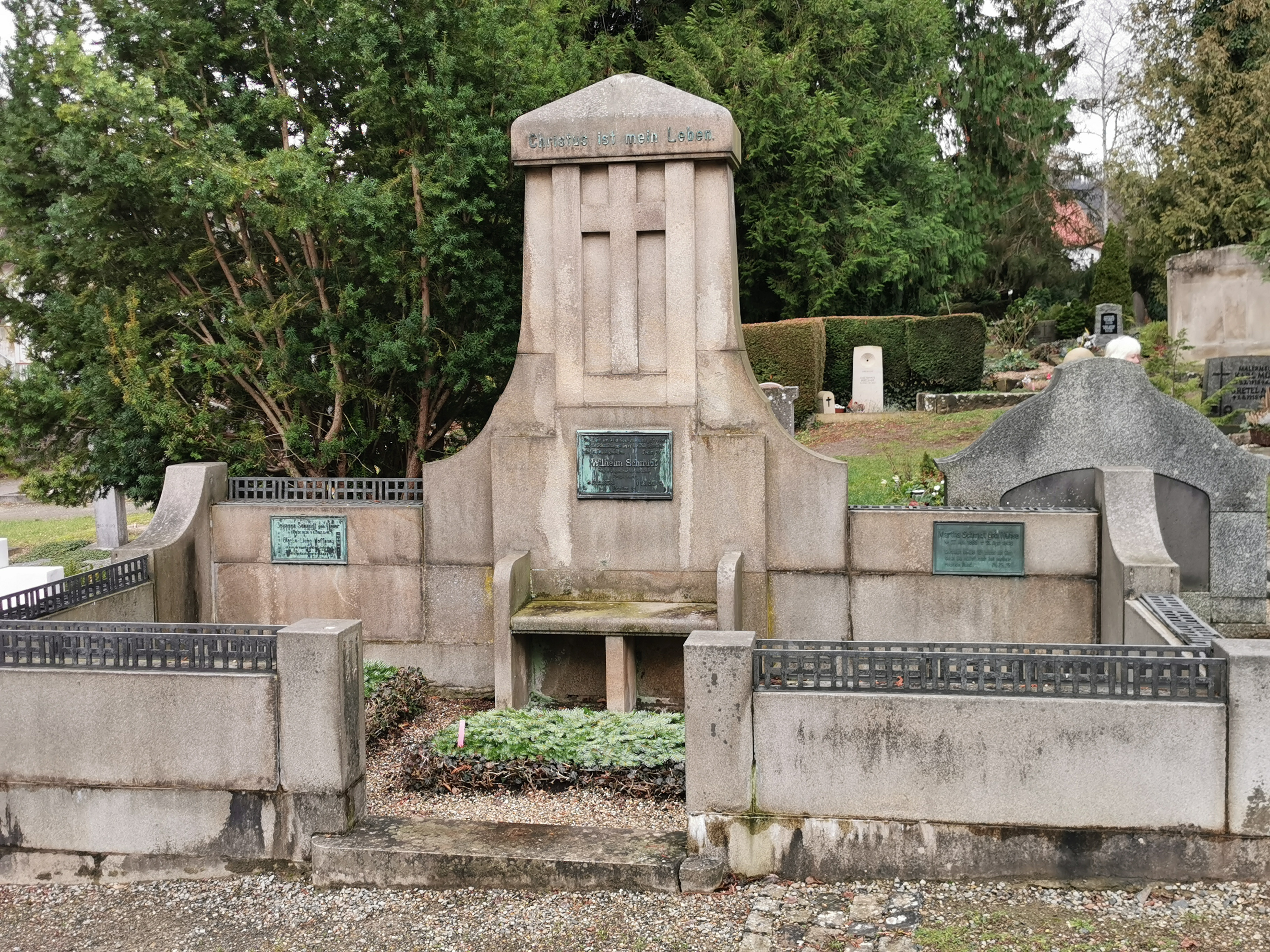
Die Grabstätte Wilhelm Schmidts zwischen seiner Mutter (links) und seiner Ehefrau (rechts); der Grabspruch seiner Mutter ist 1. Kor. 13,13, der seiner Frau Ps. 73,23. Die Inschrift am Kopf der Stele ist Phil. 1,21 entnommen: „Christus ist mein Leben“.

„Wo andere aufgehört haben, da fange ich erst an.“
„Eine gute Erfindung zu machen, ist wohl schwer. Schwerer ist es, für eine gute Erfindung ein gutes Patent zu bekommen. Das Schwerste aber ist die geschäftliche Ausnützung der Erfindung.“
„Eine bedeutsame Sache! Aber was nützen uns alle Erfindungen, wenn die Welt in Blut und Tränen untergeht?“ (1921, nachdem er erfahren hatte, dass die Hochdruck-Dampfmaschine nunmehr wissenschaftlich anerkannt war)
- über seine Lebenseinstellung:

„Alle unsere Fehler sind nicht so schlimm wie die Mittel, die wir anwenden, sie zu verbergen.“
„Erstirbt die Sonne, so erstirbt die Erde; verachtet man Gott und Christus, so geht die Menschheit durch das Böse zugrunde.“
„Wenn die Wahrheit auf mich zukommt, so beuge ich mich unbedingt.“

## Auszeichnungen
- Ehrendoktorwürde der Technischen Hochschule Karlsruhe (Dr. ing. h. c., 1908)
- Patent „Königlicher Baurat“ durch Kaiser Wilhelm II. (1913)
- Grashof-Denkmünze des Vereins Deutscher Ingenieure (1916)
- Ehrenbürgerschaft der Stadt Benneckenstein (1917)

## Weitere Ehrungen

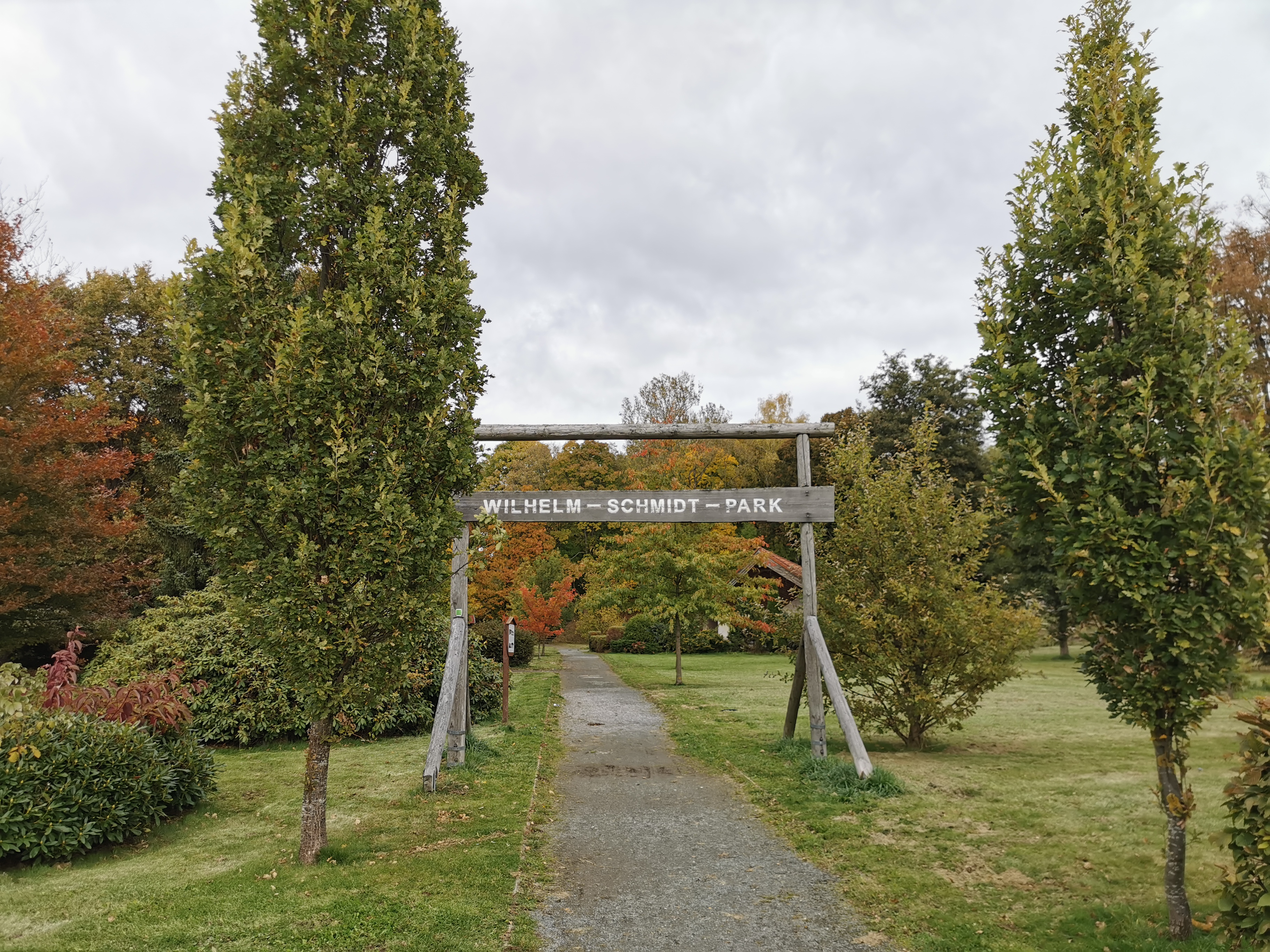
Wilhelm-Schmidt-Park in Benneckenstein

- Wilhelm-Schmidt-Park in BenneckensteinDie Grundschule an seinem Geburtsort Wegeleben ist seit 2006 nach Wilhelm Schmidt benannt.[9]
- Zu seinen Ehren wurden Straßen in Kassel-Wilhelmshöhe und Aschersleben nach ihm benannt.
- Die Stadt Benneckenstein legte 1934, zum 10. Todestag ihres Ehrenbürgers, auf einem einstigen Mühlengelände einen Park an, den Wilhelm-Schmidt-Garten. Nach einer zwischenzeitlichen Umbenennung zum Kurpark während der DDR-Zeit entschieden sich die Verantwortlichen 2009, die inzwischen umgestaltete Anlage wieder rückzubenennen; sie heißt heute offiziell: Baurat-Wilhelm-Schmidt-Garten oder auch Wilhelm-Schmidt-Park. Dort befindet sich auch ein vom Verein deutscher Ingenieure 1934 errichtetes Denkmal. Es handelt sich um einen rund drei Meter hohen Granitblock, in den ein Porträtmedaillon des Geehrten eingelassen ist.

## Gedenktag
16. Februar im Evangelischen Namenkalender.